# Solnce Monako
Solnce Monako (in russo Солнце Монако?) è un brano musicale della cantante russa Ljusja Čebotina, prima traccia del secondo album in studio The End, pubblicato il 29 ottobre 2021.
È stato premiato col premio Viktorija alla canzone dell'anno e il premio RU.TV al miglior debutto del 2022, cerimonia dove ha gareggiato per il riconoscimento alla miglior canzone.

## Promozione

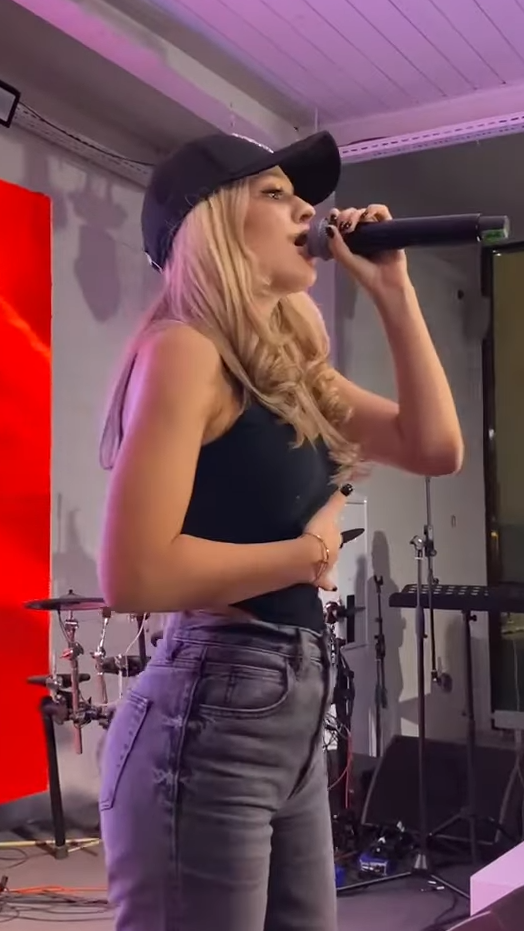
Ljusja Čebotina mentre si esibisce sulle note di Solnce Monako nel gennaio 2023

Ljusja Čebotina è stata impegnata con una campagna promozionale significativa per il brano, tenendo esibizioni in diversi ambiti; l'artista lo ha infatti esibito per AvtoRadio come parte di un set nel mese di dicembre, per poi successivamente interpretarne una versione in italiano intitolata Sole a Milano, in occasione dello speciale di Ciao, 2021!. Čebotina ha anche presentato il pezzo a eventi di rilievo nazionale, tra i quali il Premija RU.TV e la finale della Coppa di Russia, presso lo stadio Lužniki.

## Video musicale
Il video, girato a Monaco, è stato divulgato il 14 novembre 2021 attraverso il canale YouTube dell'artista.

## Tracce
Download digitale, streaming – Tha Remix
1. Solnce Monako (con Blago White e Mayot) (Tha Remix) – 2:38

## Classifiche

### Classifiche settimanali
| Classifica (2021-23) | Posizione massima |
| -------------------- | ----------------- |
| Bielorussia          | 94                |
| Kazakistan           | 12                |
| Lituania             | 45                |
| Moldavia             | 48                |
| Russia               | 3                 |
| Ucraina              | 9                 |

### Classifiche di fine anno
| Classifica (2022) | Posizione |
| ----------------- | --------- |
| Russia            | 7         |
| Classifica (2023) | Posizione |
| Bielorussia       | 145       |
| Kazakistan        | 12        |
| Moldavia          | 191       |
| Russia            | 143       |
| Classifica (2024) | Posizione |
| Kazakistan        | 34        |
| Russia            | 133       |

### Classifiche di fine decennio
| Classifica (2020-29) | Posizione |
| -------------------- | --------- |
| Bielorussia          | 138       |
| Kazakistan           | 3         |
| Moldavia             | 46        |
| Russia               | 28        |